# 华媒控股
浙江华媒控股股份有限公司 （深交所：000607，简称：华媒控股）是中国深圳证券交易所的一家上市公司，主营业务范围为广告传媒业，包含《杭州日报》《都市快报》《每日商报》《萧山日报》等报纸的经营权益。该公司前身为浙江华智控股股份有限公司。2014年，杭州日报报业集团对连年亏损、被退市风险警示特别处理的华智控股实施收购，实现了该集团的借壳上市。